# Gerats (Rettenberg)
Gerats ist ein Gemeindeteil von Rettenberg im Landkreis Oberallgäu in Bayern.

## Lage
Der Ort liegt etwa 8,5 Kilometer nordöstlich des Hauptortes auf einer Höhe um 857 Metern. Er wird in der Ortsdatenbank als Einöde klassifiziert, hat vier Wohngebäude (2020) und ist deshalb als Weiler zu betrachten. Er ist über eine Stichstraße von Rieder aus erschlossen.
Unweit des Ortes fließen der Kranzegger Bach und die Geratser Ach zusammen, wobei der Kranzegger Bach über eine etwa sechs Meter hohe Mauer stürzt.